# Cantonul Saint-Martin-d'Hères-Sud
Cantonul Saint-Martin-d'Hères-Sud este un canton din arondismentul Grenoble, departamentul Isère, regiunea Rhône-Alpes, Franța.